# CCRF-CEM
CCRF-CEM (亦稱ATCC CCL-119、GM03671C) 是人類急性淋巴性白血病T淋巴細胞系，最初在1964年11月分離自一名三歲零十一個月大的白人女性ALL患者的外周血白細胞，並未觀察到病毒顆粒及標記染色體在CCRF-CEM細胞內的存在。有研究指出CCRF-CEM細胞可以在每毫升細胞密度大於二十萬個細胞的情況下，在無血清的培養基中生長，而低於此細胞密度，培養物就會迅速發生凋亡。EGFR/Ras/Raf/MEK/ERK-MAP信號通路已被證實在CCRF-CEM細胞的增殖和產生耐藥性的過程中，發揮十分重要的作用。

## 外部連結
- Cellosaurus entry for CCRF-CEM （页面存档备份，存于）